# جيمس واتسون
جيمس ديوي واتسون (بالإنجليزية: James Dewey Watson)‏ ( ولد في 6 نيسان 1928 ) هو عالم أحياء جزيئية ، وعالم وراثة ، وعالم حيوان ، مشهور بأنه واحد من مكتشفي بنية الـ DNA عام 1953 مع فرانسيس كريك Francis Crick وروزاليند فرانكلين Rosalind Franklin . فاز كل من واتسون وكريك وموريس ويلكينز Maurice Wilkins بجائزة نوبل في الفيزيولوجيا والطب في العام 1962 « لإكتشافاتهم فيما يخص البنية الجزيئية للأحماض النووية وأهميتها في نقل المعلومات في المادة الحية » .
حصل واتسون على درجة بكالوريوس العلوم BS من جامعة شيكاغو عام 1947 ودرجة الدكتوراه PhD من جامعة إنديانا عام 1950 . وبعد سنة ما بعد الدكتوراه في جامعة كوبنهاغن مع هيرمان كلاكر وأول مالو، عمل واتسون في مختبر كافينديش بجامعة كامبريدج في إنكلترا ، حيث التقى صديقه ومعاونه المستقبلي فرانسيس كريك .
من سنة 1956 إلى 1975، كان واتسون في قسم علم الأحياء في جامعة هارفارد يتقدم ببحث في علم الأحياء الجزيئي. من سنة 1968 عمل كمدير لمختبر Cold Spring Harbor Laboratory) CSHL) رافعاً بذلك مستواه من التمويل والبحث. في مختبر CSHL، انتقل باهتمامه البحثي إلى دراسة السرطان، مع جعله مركز بحث رائد عالمياً في علم الأحياء الجزيئي. في 1994، بدأ بعمله كرئيس واستمر لعشر سنوات. ثم عُيّن مستشار إلى أن استقال في 2007 بعد إثارته الجدل حول مزاعمه بوجود رابط بين الذكاء والعرق. ما بين 1988 و1992، واتسون كان مساهماً في National Institutes of Health، مساعداً بذلك بتأسيس مشروع الجينوم البشري.
كتب واتسون العديد من الكتب العلمية، مثل الكتاب المدرسي البيولوجيا الجزيئية للمورثة (1965) وكتابه الأكثر مبيعاً الحلزون المضاعف (1968).

## النشأة وتعليمه
ولد جيمس د. واتسون في إلينوي، شيكاغو في 6 نيسان/أبريل 1928 وهو الابن الوحيد لجين (ميتشيل) وجيمس د. واتسون، رجل أعمل ينحدر غالباً من المهاجرين الإنكليز المستعمرين لأمريكا. والد أمه لوشلين ميتشيل، خياط من غلاسغو في اسكتلندا، وأمها، ليزي غليسون كانت ابنة والدين إيرلنديين من كاونتي تيبيراري. نشأ كاثوليكياً، لكنه فيما بعد وصف نفسه «بالهارب من الكاثوليكية». قال واتسون: «أفضل شيء حصل لي هو أن أبي لم يؤمن بالرب».
```
كبُر واتسون في الجانب الجنوبي لشيكاغو ودرس في المدارس العامة،
[
8
]
[
13
]
 منها مدرسة هوراس مان غرامر والمدرسة الثانوية ساوث شور. كان مفتوناً بمشاهدة الطيور، عادةٌ كان يشاركها مع والده،
[
14
]
 لذا يعتبر متخصصاً في علم الطيور.
[
15
]
 ظهر واتسون في برنامج كويز كيدس المشهور على الراديو الذي كان يتسابق فيه الشبان الأذكياء للإجابة على الأسئلة.
[
16
]
 بفضل السياسة التحررية لرئيس الجامعة روبرت هاتشينز، سجل واتسون في جامعة شيكاغو حيث فاز بمنحة دراسية بعمر 15.
[
8
]
[
16
]
[
17
]
```

بعدما قرأ كتاب إيروين شرودنغر ما هي الحياة؟ عام 1946، غير واتسون طموحه المهني من دراسة علم الطيور إلى الوراثيات. حصل واتسون على درجة بكالوريوس العلوم BS في علم الحيوان من جامعة شيكاغو في 1947. في سيرته التي كتبها بقلمه (تجنب الأناس المملين)، وصف واتسون جامعة شيكاغو بأنها «المؤسسة الأكاديمية المثالية حيث غُرس فيه القدرة على التفكير النقدي والدافع الأخلاقي لعدم الاكتراث للحمقى الذي يعرقلون بحثه عن الحقيقة»، وذلك على النقيض من وصفه لتجاربه اللاحقة. في 1947 ترك واتسون جامعة شيكاغو ليصبح طالباً خريجاً في جامعة إنديانا منجذباً لوجود الفائز بجائزة نوبل عام 1946 في بلومينغتون هيرمان جوزيف مولر عن أوراقه البحثية الحاسمة التي نشرها أعوام 1922 و1929، وفي الثلاثينيات كان قد وضع كل الخصائص الأساسية للجزيء الوراثي الذي قدمه شرودنغر في كتابه عام 1944. استلم درجة الدكتوراه PhD من جامعة إنديانا عام 1950؛ سالفادور لوريا كان مستشار الدكتوراه الخاص به.
يقيم حاليا في دار خاصة للعناية بعد تعرضه لحادث سيارة.

## تجريدُه من ألقابِهِ التكريمية
جُرّد الأمريكي جيمس واتسون الحاصل على جائزة نوبل، من ألقابه التكريمية، بعد تكرار إدلائه بملاحظات تربط بين مستوى الذكاء والعرق، وتعتبر أن السود أقل ذكاء من البيض.
وكان العالم الرائد في دراسات الحمض النووي، استشهد خلال برنامج تلفزيوني بوجهة نظر مفادها أن الجينات تؤدي إلى فروق في النتائج بين السود والبيض في اختبارات الذكاء.
وقال مختبر كولد سبرينغ هاربور إن ملاحظات العالم الذي يبلغ عمره 90 عامًا «متهورة وغير مدعومة بسند» 

## سيرته وبحثه
في أوائل عام 1948، بدأ واطسون أبحاثه لدرجة الدكتوراة في مختبر لوريا في جامعة إنديانا. في ذلك الربيع، التقى بديلبروك أولاً في شقة لوريا، ومرة أخرى في ذلك الصيف خلال أول رحلة لواتسون إلى مختبر كولد سبرينج هاربور (CSHL).
ذهب واتسون بعد ذلك إلى جامعة كوبنهاغن في أيلول/سبتمبر 1950 لمدة عام لبحث ما بعد الدكتوراه، في البداية إلى مختبر عالم الكيمياء الحيوية هيرمان كالكار. كان كالكار مهتماً بالتصنيع الإنزيمي للأحماض النووية، وكان يريد استخدام العاثيات كنظام تجريبي. ومع ذلك، أراد واطسون استكشاف بنية الـ DNA، ولم تتطابق اهتماماته مع كالكار. بعد عمل ما يقارب السنة مع كالكار، أمضى واتسون ما تبقى من وقته في كوبنهاغن لإجراء تجارب مع عالم الفيزيولوجيا الميكروبية أولي مالو، ثم كان عضواً في مجموعة فاج.
في عام 1951، نشر الكيميائي لينوس بولينج في كاليفورنيا نموذجه من الأحماض الأمينية ألفا الحلزونية، وهي النتيجة التي انبثقت عن جهود بولنج في علم البلوريات بالأشعة السينية وبناء النماذج الجزيئية. بعد الحصول على بعض النتائج من الفاج وأبحاث تجريبية أخرى أجريت في جامعة إنديانا، ومعهد ستاتنس سيروم (الدنمارك)، وCSHL، ومعهد كاليفورنيا للتكنولوجيا، صار لدى واتسون الآن الرغبة في تعلم إجراء تجارب انكسار الأشعة السينية ليستطيع العمل على تحديد بنية الدنا. في ذلك الصيف، التقى لوريا مع جون كيندرو، ورتب لمشروع بحث جديد لما بعد الدكتوراه لواتسون في إنجلترا. في عام 1951، زار واتسون «أنطون دوهرن» في مدينة نابولي.

### تعريف الحلزون المزدوج
في أواسط آذار/مارس 1953، باستخدام «جزئياً» بعض البيانات التجريبية التي جمعها روزاليند فرانكلين بشكل أساسي وكذلك موريس ويلكنز، استنتج واتسون وكريك البنية الحلزونية المزدوجة للدنا. أدلى السير لورنس براغ، مدير مختبر كافنديش (حيث عمل واتسون وكريك) بالإعلان الأصلي عن هذا الاكتشاف في مؤتمر سولفاي حول البروتينات في بلجيكا في 8 نيسان/أبريل 1953. ذهبت بدون تغطية الصحافة لها. قدم واتسون وكريك ورقة بعنوان التركيب الجزيئي للأحماض النووية: بنية للحمض النووي منقوص الأوكسجين إلى المجلة العلمية Nature، والتي نُشرت في 25 نيسان/أبريل 1953. وقد وصفه بعض علماء الأحياء الآخرين والحائزين على جائزة نوبل بأنه أهم اكتشاف علمي في القرن العشرين. ألقى براغ محاضرة في كلية طب مستشفى غاي في لندن يوم الخميس، 14 أيار/مايو، 1953، والتي نتج عنها في 15 أيار/مايو، 1953، مقال بقلم ريتشي كالدر في جريدة نيوز كرونيكل في لندن، تحت عنوان «لماذا أنت. أقرب سر للحياة».
كان سيدني برينر، جاك دونيتس، دوروثي هودجكن، ليسلي أورغل، وبيريل م. أوتون من أوائل الأشخاص في نيسان/أبريل 1953 لرؤية نموذج بنية الدنا، التي بناها كريك وواتسون. في ذلك الوقت، كانوا يعملون في قسم الكيمياء بجامعة أكسفورد. وقد أعجب الجميع بنموذج الدنا الجديد، وخاصة برينر، الذي عمل فيما بعد مع كريك في كامبريدج في مختبر كافنديش ومختبر البيولوجيا الجزيئية الجديد. وفقا للراحل بيرل أوتون، وفيما بعد ريمر، فإنهم سافروا جميعاً معاً في سيارتين بمجرد أن أعلنت دوروثي هودجكين لهم بأن يذهبوا إلى كامبريدج لرؤية نموذج بنية الدنا.
يعرض إنجاز واتسون على النصب التذكاري في المتحف الأمريكي للتاريخ الطبيعي في مدينة نيويورك. لأن النصب التذكاري يكرّم الفائزين بالجوائز الأمريكيين فقط، وفرانسيس كريك وموريس ويلكنز (اللذين شاركا في جائزة نوبل عام 1962 في الفيزيولوجيا الطب) قد تم حذفهما.
مُنح Watson و Crick و Wilkins جائزة نوبل في الفيزيولوجيا والطب في عام 1962 لأبحاثهم حول بنية الأحماض النووية. توفي روزاليند فرانكلين في عام 1958 وبالتالي كان غير مؤهل للترشيح. يمكن اعتبار نشر البنية الحلزونية المزدوجة للحمض النووي نقطة تحول في العلوم: فقد تغير فهم الإنسان للحياة جذرياً وبدأ العصر الحديث في البيولوجيا.

### جامعة هارفارد
في عام 1956، وافق واتسون على منصب في قسم الأحياء في جامعة هارفارد. ركز عمله في جامعة هارفارد على الرنا ودوره في نقل المعلومات الجينية. في جامعة هارفارد، حقق واتسون سلسلة من الترقيات الأكاديمية من أستاذ مساعد إلى أستاذ مشارك إلى الأستاذ في علم الأحياء. ومع ذلك، ادعى واتسون أنه رفض علاوة في الراتب بمبلغ 1000 دولار بعد الحصول على جائزة نوبل.
وقد ناصر تحول التركيز على التدريس الأكاديمي من البيولوجيا الكلاسيكية إلى البيولوجيا الجزيئية، مشيراً إلى أن التخصصات مثل علم البيئة، وعلم الأحياء النمائي، والتصنيف، والفيزيولوجيا، إلخ، قد ركدت، ويمكن أن تتطور فقط عندما توضح التخصصات التابعة للبيولوجيا الجزيئية والكيمياء الحيوية الدعامات، وذهبت إلى حد عدم دراسة الطلاب لها.
استمر واتسون في عضوية هيئة التدريس بجامعة هارفارد حتى عام 1976، على الرغم من توليه منصب مدير مختبر كولد سبرنج هاربور في عام 1968.
إن الآراء حول إسهامات واتسون العلمية في جامعة هارفارد متباينة بعض الشيء. أبرز الإنجازات التي حققها في عقدين من الزمن في جامعة هارفارد قد تكون ما كتبه عن العلوم، بدلاً من أي شيء اكتشفه خلال تلك الفترة. وضع كتاب واتسون الأول، «البيولوجيا الجزيئية للمورثة»، معياراً جديداً للكتب الدراسية، لا سيما من خلال استخدام رؤوس المفاهيم - العناوين الفرعية الإيضاحية القصيرة. كتابه الدراسي التالي كان علم الأحياء الجزيئي للخلية، والذي نسّق فيه أعمال مجموعة من العلماء - الكتّاب. كان كتابه الثالث هو «الدنا المأشوب»، الذي وصف الطرق التي جلبت بها الهندسة الوراثية الكثير من المعلومات الجديدة حول كيفية عمل الكائنات الحية. لا تزال الكتب الدراسية مطبوعة.

### نشرالحلزون المزدوج
في عام 1968، كتب واتسون The Double Helix، المدرجة من قبل مجلس Modern Library في المرتبة السابعة في قائمة أفضل 100 كتاب غير قصصي. يتناول الكتاب تفاصيل القصة المؤلمة أحياناّ ليس فقط عن اكتشاف بنية الدنا، بل أيضاً الشخصيات والنزاعات والخلافات المحيطة بعملهم. كان العنوان الأصلي لواتسون هو "Honest Jim"، حيث يروي الكتاب اكتشاف الحلزون المزدوج من وجهة نظر واتسون، وشمل العديد من انطباعاته العاطفية الخاصة في ذلك الوقت. حاصر بعض الجدل نشر الكتاب. وكان من المقرر أن ينشر كتاب واتسون في دار نشر جامعة هارفارد، لكن فرانسيس كريك وموريس ويلكنز عارضوا ذلك، من بين آخرين. أسقطت جامعة واتسون الأم المشروع ونشر الكتاب تجارياً.

### مختبر كولد سبرينج هاربور
في عام 1968، أصبح واتسون مدير مختبر كولد سبرينغ هاربور (CSHL). بين عامي 1970 و 1972، رًزق واطسون بولدين، وبحلول عام 1974، جعلت الأسرة الشابة من كولد سبرينج هاربور مكان إقامته الدائم. شغل واطسون منصب مدير المختبر ورئيسه لمدة 35 عاماً تقريباً، ثم تولى بعد ذلك منصب المستشار والمستشار الفخري.
في أدواره كمدير ورئيس ومستشار، قاد واتسون CSHL إلى توضيح مهمته الحالية "التفاني لاستكشاف البيولوجيا الجزيئية وعلم الوراثة من أجل تعزيز الفهم والقدرة على تشخيص وعلاج السرطان والأمراض العصبية وأسباب الأمراض الأخرى. وسع CSHL بشكل كبير كل من أبحاثه وبرامجه التعليمية عن العلوم تحت توجيه واتسون. يرجع الفضل إليه إلى "تحويل منشأة صغيرة إلى واحدة من أكبر مؤسسات التعليم والبحث في العالم. بدء برنامج لدراسة سبب السرطان عند البشر تحت إدارته قدم مساهمات كبيرة لفهم الأساس الوراثي للسرطان." في ملخص رجوعي لإنجازات واتسون هناك، قال بروس ستيلمان، رئيس المختبر، "أحدث جيم واتسون بيئة بحثية لا مثيل لها في عالم العلم".
في تشرين الأول/أكتوبر 2007، تم تعليق واتسون وتجريده من جميع ألقابه بعد انتقاد آرائه حول العوامل الوراثية المتعلقة بالذكاء وبعد أسبوع، في الـ 25، ولكنه عاد بعدها ليكتب رسالة اعتذار عما بدر منه من وجهة نظر عنصرية؛ فأُعيدت له ألقابه التكريمية مستشارًا فخريًّا. تقاعد في سن الـ 79 من CSHL مما وصفه المختبر بـ «ما يقارب 40 عاماً من الخدمة المتميزة». عزا واطسون في بيان تقاعده إلى سنه، والظروف التي لم يكن يتوقعها أو يرغب بها.

### مشروع الجينوم البشري

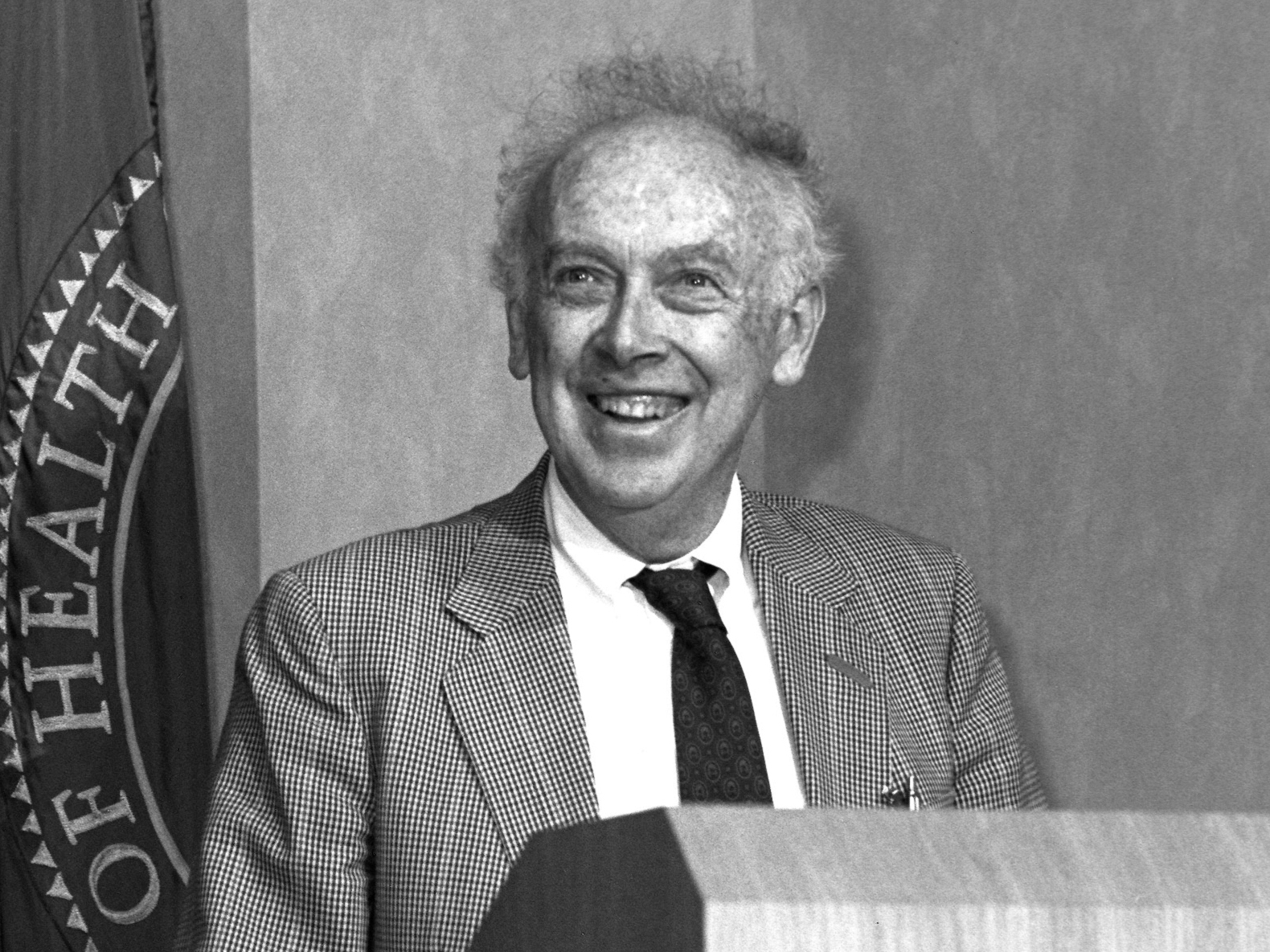
واتسون في 1992

في عام 1990، تم تعيين واطسون رئيساً لمشروع الجينوم البشري في National Institutes of Health (NIH)، وهو المنصب الذي شغله حتى 10 أبريل 1992. ترك واتسون مشروع الجينوم بعد نشوب صراع مع مدير NIH الجديد، بيرنادين هيلي. كان واتسون يعارض محاولات هيلي للحصول على براءات اختراع على تسلسلات المورثة، وأي ملكية لـ «قوانين الطبيعة». قبل عامين من تنحيه عن مشروع الجينوم، كان قد أعلن رأيه في هذا الجدل الطويل والمتواصل الذي اعتبره حاجزاً غير منطقي للبحث؛ وقال: «يجب أن ترى دول العالم أن الجينوم البشري ينتمي إلى شعوب العالم، لا دولها». غادر في غضون أسابيع من إعلان عام 1992 أن NIH ستمنح براءات على cDNAs نوعية للدماغ. (وقد تم حل قضية براءة المورثات في الولايات المتحدة من قبل المحكمة العليا الأمريكية؛ راجع جمعية علم الأمراض الجزيئية في مقابل مكتب براءات الاختراع والعلامات التجارية الأمريكي).
في عام 1994، أصبح واتسون رئيساً لـ CSHL. تولى فرانسيس كولينز منصب مدير مشروع الجينوم البشري.
في عام 2007، أصبح جيمس واطسون الشخص الثاني لنشر جينومه المتسلسل الكامل على الإنترنت، بعد أن قدمت له في 31 مايو 2007، من قبل 454 شركة علوم الحياة بالتعاون مع علماء في مركز تسلسل الجينوم البشري، كلية بايلور للطب. ونقلت الصحيفة عن واتسون قوله: «أضع تسلسل جينومي على الإنترنت لتشجيع تطوير حقبة من الطب الشخصي، حيث يمكن استخدام المعلومات الواردة في جينوماتنا لتحديد المرض والوقاية منه ولوضع علاجات طبية فردية».

### دور المؤكسدات في المرض

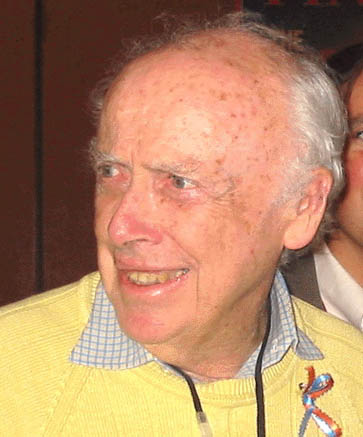
جيمس واتسون (فبراير 2003)

في عام 2014، نشر واتسون بحثاً في مجلة The Lancet يشير إلى أن المؤكسدات البيولوجية قد يكون لها دور مختلف عما هو معروف في أمراض منها السكري والخرف وأمراض القلب والسرطان. على سبيل المثال، عادةً ما يُعتقد أن داء السكري من النوع 2 ناتج عن أكسدة في الجسم تسبب التهابًا وتقتل خلايا البنكرياس. يعتقد واتسون أن جذور هذا الالتهاب مختلفة: «نقص المؤكسدات البيولوجية، وليس الفائض»، ويناقش ذلك بالتفصيل. كان أحد الردود الناقدة أن الفكرة لم تكن جديدة ولا تستحق الجدارة، وأن The Lancet نشر ورقة واتسون فقط بسبب اسمه. ومع ذلك، فقد أعرب علماء آخرون عن دعمهم لفرضيته واقترحوا إمكانية توسيعه ليشمل السبب في أن نقص المؤكسدات يمكن أن يؤدي إلى السرطان وتطوره.

### عن الحزونات
«تم اكتشاف بنية الحمض النووي في عام 1953 من قبل فرانسيس كريك وجيمس واتسون بينما عاش واتسون هنا في كلير.»
«يحتوي جزيء الدنا على شريطين حلزونيين مرتبطين بأزواج قاعدية الأدينين - الثايمين أو الغوانين - السيتوزين».

## بيع ميدالية جائزة نوبل
في عام 2014، قرر Watson المزايدة على ميدالية جائزة نوبل في ضوء انخفاض دخله بعد حادثة 2007 واستخدام جزء من الأموال التي جمعتها عملية البيع لدعم البحث العلمي. بيعت الميدالية في مزاد في كريستيز في ديسمبر 2014 مقابل 4.1 مليون دولار أمريكي. عزم واطسون على المساهمة في عائدات أعمال الصيانة في لونغ آيلاند وتمويل الأبحاث في كلية ترينيتي، دبلن، بالإضافة إلى شراء الأعمال الفنية. يعتبر واطسون أول متلقي حي للشرف بالمزاد الميدالي. : وقد أعاد المشتري، الملياردير الأوزبكي أليشر أوسمانوف، الميدالية لاحقا إلى واتسون، وقال إن واتسون استحق الميدالية.

## الجوائز والتكريمات

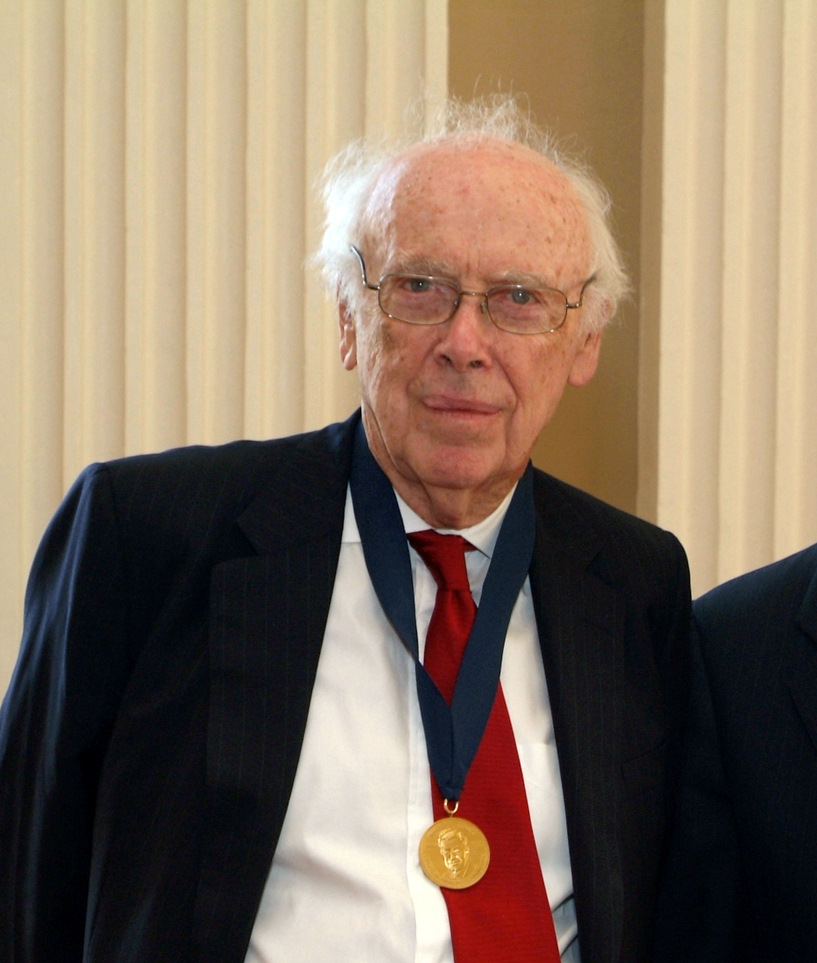
جيمس واتسون وميدالية أوتمر الذهبية 2005

- فاز Watson بالعديد من الجوائز بما في ذلك:
- ميدالية أوثر الذهبية، 2005[56]
- جائزة ألبرت لاسكار للبحوث الطبية الأساسية، 1960
- وسام بنجامين فرانكلين للتميز المتميز في العلوم (2001)[57]
- جائزة تشارلز أ. دانا، 1994
- وسام كوبلي للجمعية الملكية، 1993 [58]
- CSHL Double Helix Medal Honoree، 2008
- جائزة Eli Lilly في الكيمياء البيولوجية، 1960
- عضوية EMBO في عام 1985 [59]
- زميل أكاديمية نيويورك للعلوم
- جائزة مؤسسة Gairdner الدولية، 2002[60]
- جائزة هيلد
- زميل فخري، مركز هاستينغز، مؤسسة أبحاث أخلاقيات بيولوجية مستقلة [61]
- الفارس الفخري لرتبة الامبراطورية البريطانية (KBE)، 2002
- صناديق الأمل لأبحاث السرطان: جائزة جيمس د. واتسون للتميز العلمي (2014)[62]
- قاعة مشاهير أمريكا الأيرلندية، مارس 2011
- جون كولينز وارن جائزة مستشفى ماساتشوستس العام
- جائزة جون جي كارتي في البيولوجيا الجزيئية من الأكاديمية الوطنية للعلوم [63]
- جائزة مؤسسة كاول للتميز
- ميدالية الحرية، 2000
- وسام Lomonosov الذهبي، 1994[64]
- لوتوس كلوب ميدل أوف ميريت، 2004[65]
- ميدل ميدل، 2008[8]
- جائزة المشروع الوطني للتكنولوجيا الحيوية
- الميدالية الوطنية للعلوم، عام 1997
- جائزة أكاديمية نيويورك الطبية، 1999
- جائزة نوبل في الفسيولوجيا أو الطب ، 1962
- ميدالية أدمر الذهبية (2005)[66][67]
- وسام الحرية الرئاسي ، 1977 [68]
- جائزة مؤسسة البحوث
- ميدالية خريجي جامعة شيكاغو ، 1998[17]
- جائزة جامعة كوليدج لندن ، 2000
- ميدالية جامعة في جامعة ولاية نيويورك ستوني بروك

### الدرجات الفخرية
- دكتوراة ، جامعة شيكاغو ، الولايات المتحدة ، 1961
- دكتوراه ، جامعة إنديانا ، الولايات المتحدة ، 1963
- LLD، University of Notre Dame، US، 1965
- دكتوراه ، جامعة لونغ آيلاند (CW Post)، الولايات المتحدة ، 1970
- دكتوراه ، جامعة أديلفي ، الولايات المتحدة ، 1972
- دكتوراه ، جامعة برانديز، الولايات المتحدة ، 1973
- دكتوراه ، كلية ألبرت أينشتاين للطب ، الولايات المتحدة ، 1974
- دكتوراه ، جامعة هوفسترا ، الولايات المتحدة ، 1976
- دكتوراه ، جامعة هارفارد ، الولايات المتحدة ، 1978
- دكتوراه ، جامعة روكفلر ، الولايات المتحدة ، 1980
- دسك ، كلية كلاركسون للتكنولوجيا ، الولايات المتحدة ، 1981
- DSc، SUNY at Farmingdale، US، 1983
- دكتوراه في الطب ، بوينس آيرس ، الأرجنتين ، 1986
- دكتوراه ، جامعة روتجرز ، الولايات المتحدة ، 1988
- دسك ، كلية بارد ، الولايات المتحدة ، 1991
- دكتوراه ، جامعة ستيلينبوش ، جنوب أفريقيا ، 1993
- دكتوراه ، جامعة فيرفيلد ، الولايات المتحدة ، 1993
- دكتوراه ، جامعة كامبريدج ، المملكة المتحدة ، 1993
- DrHC، Charles University in Prague، Czech Republic، 1998
- ScD، University of Dublin، Ireland، 2001 [135]
- الانتماءات المهنية والشرفية
- الأكاديمية الأمريكية للفنون والعلوم
- الرابطة الأمريكية لأبحاث السرطان
- الجمعية الفلسفية الأمريكية
- الجمعية الأمريكية للكيمياء البيولوجية
- عضو في نادي Athenaeum ، لندن
- جامعة كامبريدج (زميلة فخريّة ، كلير كولدج ، كامبردج) [1]
- الأكاديمية الدنماركية للفنون والعلوم
- الأكاديمية الوطنية للعلوم
- جامعة أكسفورد (أستاذ زائر نيوتن-أبراهام)
- عضوية المنظمة الأوروبية للبيولوجيا الجزيئية في عام 1985 [3]
- انتخب عضوا أجنبيا في الجمعية الملكية (ForMemRS) في عام 1981 [2]
- الأكاديمية الروسية للعلوم
- الأكاديمية الدولية للعلوم ، ميونيخ[69]

## روابط خارجية
- جيمس واتسون على موقع IMDb (الإنجليزية)
- جيمس واتسون على موقع الموسوعة البريطانية (الإنجليزية)
- جيمس واتسون على موقع مونزينجر (الألمانية)
- جيمس واتسون على موقع إن إن دي بي (الإنجليزية)
- جيمس واتسون على موقع قاعدة بيانات الفيلم (الإنجليزية)